# Whitney Warren
Whitney Warren (1864-1943), est un architecte américain. 
Associé au juriste Charles Wetmore (1866-1941), il a fondé la firme d’architecture « Warren and Wetmore (en) » et commença son activité à New-York en 1894. Cette firme s’est principalement occupée de la construction de grand hôtels.

## Biographie
Whitney Warren était un cousin des Vanderbilt.
Il se forma auprès de l’école des Beaux-Arts à Paris où il fit la connaissance de Emmanuel Masqueray qui s’associa à la firme.
Whitney Warren s’est rendu particulièrement célèbre en Europe en reconstruisant (1928) la bibliothèque de l’Université catholique de Louvain détruite en 1914 par l'armée allemande et où est gravée sur la façade la célèbre sentence : Furore Teutonico Diruta: Dono Americano Restituta. La modification de cette inscription sur la balustrade la bibliothèque fut l'occasion d'un procès retentissant plaidé en juin 1929 notamment, pour défendre les droits de l'architecte par Jules Destrée et par Alexandre Braun pour les droits du propriétaire. Ce dernier gagna le procès.
Mais la bibliothèque fut à nouveau incendiée lors des combats de 1940 et restaurée selon les plans originaux.
Whitney Warren est un oncle de la sculptrice Constance Whitney Warren (en) ; il a été amant de Cécile Sorel.
Whitney Warren nous reste fixé par un tableau le représentant dans son living-room, toile de Julian Barrow conservée au San Francisco De Young Museum.